# Heligmomerus jagadishchandra
Espèce
Heligmomerus jagadishchandra est une espèce d'araignées mygalomorphes de la famille des Idiopidae.

## Distribution
Cette espèce est endémique du Bengale-Occidental en Inde,. Elle se rencontre dans le district de Paschim Medinipur vers Keshpur.

## Description
Le mâle holotype mesure 9,32 mm.

## Étymologie
Cette espèce est nommée en l'honneur de Jagadish Chandra Bose.

## Publication originale
- Pratihar, Khatun, Diksha & Das, 2022 : « A new species of trapdoor spider genus Heligmomerus Simon, 1892 (Araneae: Mygalomorphae: Idiopidae) from West Bengal, India. » Serket, vol. 18, no 4, p. 441-446.